# آيت لحسن (آيت مخلوف)
آيت لحسن هو دُوَّار يقع بجماعة سيدي علال المصدر، إقليم الخميسات، جهة الرباط سلا القنيطرة في المملكة المغربية. ينتمي الدوّار لمشيخة آيت مخلوف التي تضم 4 دواوير. يقدر عدد سكانه بـ 454 نسمة حسب الإحصاء الرسمي للسكان والسكنى لسنة 2004.

## وصلات خارجية
- البوابة الوطنية للجماعات الترابية
- المندوبية السامية للتخطيط